# Damian Rössler
Damian Charles Rössler ist ein französischer Mathematiker.
Rössler wurde 1996 an der Universität Paris XIII bei Christophe Soulé promoviert (Un Théorème d'Adams-Riemann-Roch en géométrie d'Arakelov). Er forschte für das CNRS an der Universität Paris-Süd und der Universität Toulouse (Paul Sabatier) und ist seit 2015 an der Universität Oxford als Professor für reine Mathematik und Tutorial Fellow am Pembroke College.
Rössler befasst sich mit arithmetischer algebraischer Geometrie (Sätze vom Riemann-Roch-Typ, Arakelow-Theorie, Manin-Mumford-Vermutung, Mordell-Lang-Vermutung, rationale Punkte, Werte von L-Funktionen, Anwendung mathematischer Logik auf diophantische Probleme).
Mit Richard Pink bewies er die Manin-Mumford-Vermutung für semiabelsche Varietäten über Körpern in beliebiger Charakteristik. Die Vermutung wurde ursprünglich von Michel Raynaud bewiesen. Der Beweis ist von einem modelltheoretischen Beweis von Ehud Hrushovski inspiriert, benutzt aber nur klassische algebraische Geometrie (bis auf ein Resultat von Jean-Pierre Serre, das auf tiefer liegenden Sätzen beruht, das aber von Damian Rössler später durch ein Resultat aus der klassischen Theorie formaler Gruppen ersetzt wurde).

## Schriften (Auswahl)
- mit Richard Pink: On Hrushovski's proof of the Manin-Mumford conjecture, ICM 2002, Arxiv
- On the Manin-Mumford and Mordell-Lang conjectures in positive characteristic,  Algebra and Number Theory, Band 7, 2013, S. 2039–2057. Arxiv
- mit Vincent Maillot: On a canonical class of Green currents for the unit sections of abelian schemes, Documenta Mathematica, Band 20, 2015, S. 631–668
- mit Henri Gillet: Rational points of varieties with ample cotangent bundle over function fields, Mathematische Annalen, Band 371, 2018, S. 1137–1162. Arxiv
- On the group of purely inseparable points of an abelian variety defined over a function field of positive characteristic, Commentarii Mathematici Helvetici, Band 90, S. 23–32, Arxiv, Teil 2, Algebra & Number Theory, Band 14, 2020, S. 1123–1173, Arxiv, 2017
- mit Tamás Szamuely: Cohomology and torsion cycles over the maximal cyclotomic extension, Journal für Reine und Angewandte Mathematik, 2019,  Heft 752, Arxiv 2015